# 二川清
二川 清（にかわ きよし、1949年 - ）は、日本の技術者である。大阪府出身。
現在、一般的に使われている半導体故障解析技術である、IR-OBIRCHの発明者として知られる。
1968年大阪府立三国丘高校卒業、1972年大阪大学基礎工学部物性物理工学科卒業、1974年同大学院基礎工学研究科物理系修士課程修了。1995年論文提出により工学博士（大阪大学）。1974年日本電気（株）入社。

## 主な業績
1981年、エレクトロマイグレーションの汎用モデルの構築とそれに基づいたモンテカルロシミュレーションの事例を発表。
1989年、FIB (Focused Ion Beam, 集束イオンビーム）の半導体故障解析への応用法を開発し、その事例を発表。
1993年、OBIRCHを発明し、その応用例を発表。
1996年、IR-IBIRCHを発明し、その応用例を発表。

## 主な著書
- 『LSIハンドブック』（共著、オーム社、1984年)
- 『次世代半導体工場センシング技術』（共著、1988年)
- 『CARE：パソコン信頼性解析法』（共著、日科技連出版社、1991年)
- 『デバイス・部品の故障解析』（共著、日科技連出版社、1992年)
- 『エレクトロニクスの静電気対策』（共訳、マグロウヒル出版、1992年)
- 『信頼性の歴史』（共編著、日本信頼性学会、1993年)
- 『商品開発と品質保証』（共著、フジテクノシステム、1993年)
- 『電子顕微鏡Q&A -先端材料解析のための手引き』（共著、アグネ承風社、1996年)
- 『信頼性ハンドブック』（共著、日科技連出版社、1997年)
- 『電子・イオンビームハンドブック第３版』（共著、日刊工業新聞社、1998年)
- 『半導体大事典』（共著、工業調査会、1999年)
- 『はじめてのデバイス評価技術』（工業調査会、2000年）
- 『走査電子顕微鏡』（共著、共立出版、2000年)
- 『ナノ光工学ハンドブック』（共著、朝倉書店、2002年)
- 『最新電子部品・デバイス実装技術便覧』（共著、R&Dプラニング、2002年)
- 『FIB・イオンミリング技法Q&A』（共著、アグネ承風社、2002年)
- 『Vortex Electronics and SQUIDs』（共著、Springer、2004年)
- 『金属微細配線におけるマイグレーションのメカニズムと対策』（共著、S&T出版、2006年)
- 『LSI故障解析技術のすべて』(工業調査会、2007年)
- 『故障解析技術』（日科技連出版社、2008年）
- 『LSIテスティングハンドブック』（編著、オーム社、2008年）
- 『信頼性七つ道具』（共著、日科技連出版社、2008年)
- 『信頼性問題集』（編著、日科技連出版社、2009年）
- 『LSIの信頼性』（編著、日科技連出版社、2010年）
- 『新版 LSI故障解析技術』（日科技連出版社、2011年）
- 『新・走査電子顕微鏡』（共著、共立出版、2011年）
- 『はじめてのデバイス評価技術 第２版』(森北出版、2012年)
- 『薄膜の評価技術ハンドブック』（共著、テクノシステム、2013年)
- 『新版 信頼性ハンドブック』（編著、日科技連出版社、2014年)
- 『半導体デバイスの不良・故障解析技術』（編著、日科技連出版社、2019年)
- 『半導体製造プロセスの今』（共著、情報機構、2019年）
- 『信頼性七つ道具：応用編』（編著、日科技連出版社、2020年)